# Lučka Čehovin
Lučka Čehovin, slovenska knjižničarka, * 5. januar 1940, Barka, † 27. maj 2019, Sežana.
Znana je predvsem po tem, da je bila 35 let ravnateljica Kosovelove knjižnice v Sežani.

## Življenje
Po besedah akademika Franceta Bernika (2001), je gospa Čehovin ambiciozna, izjemno dejavna, širše razgledana ravnateljica Kosovelove knjižnice, katera je zadolžena za to, da je knjižnica v Sežani sploh postala znana. Gospa Čehovin je tudi član uredniških svetov revije Knjižnica. Veliko je prispevala k slovenski kulturi, ko je spoznala družino Srečka Kosovela in še danes do nje goji posebna čustva. Poskrbela je predvsem, da je knjižnica v Sežani dobila Kosovelovo zapuščino, tako da še danes ohranja in goji Kosovelovo misel. 
S sestrami Kosovel je bila tudi v prijateljskih odnosih, z Anico Kosovel, kustosinjo Kosovelove rojstne spominske hiše, o Tončki Kosovel je napisala tudi članek Pri Tončki luč gori, s katerim se spominja njunega prijateljstva. S Karmelo Kosovel sta si veliko dopisovali, njena pisma, ki jih je gospa Čehovin skrbno shranila pa so bila objavljena v knjižni izdaji, katere uvodno besedo je sama napisala, spremno študijo pa dr. Janez Vrečko.

### Šolanje
Lučka Čehovin je študirala slovenščino in srbohrvaščino, kar je želela kasneje tudi poučevati, vendar je zaradi različnih okoliščin postala knjižničarka. Zaradi knjižničarskega poklica je v Delavski knjižnici v Ljubljani opravljala enomesečno prakso in se tako seznanila z delovnimi procesi v knjižnici. 

## Delo
Njen knjižničarski poklic se je začel, ko jo je poklical občinski tajnik gospod Leopold Rener in ji predlagal, da bi prevzela Kosovelovo knjižnico. Tako je leta 1965 bila imenovana za ravnateljico Kosovelove knjižnice v Sežani. Zaradi znanja, ki ga je potrebovala v knjižnici je veliko večerov preživela v knjižnici in spoznavala knjižni fond. Da bi si povečala znanje o knjižnici je opravila strokovni izpit, postopoma tudi zaposlovala in kasneje tudi dobila prve izšolane delavke v knjižnici. V obdobju, ko je želela popestriti knjižnico z dejavnostmi in je zaradi prostorske stiske ni mogla, je že pomislila na drugo službo in je zraven sprejela službo tajnice Zveze kulturnih organizacij občine Sežana in jo opravljala pet let. Leta 2000 pa ji je uspelo in poskrbela je za to, da je knjižnica dobila nove prostore. Knjižnico je tudi, s pomočjo likovnih sodelavcev spremenila v kulturno stavbo z vidno estetsko podobo, vanjo je vnesla barve, likovne umetnine, ki prikazujejo Kosovelov in Černigojev avantgardizem. Avantgardizem se kaže tudi na prizidku knjižnice, ki  je popisan s citati iz Kosovelovih Integralov. Med delovanjem je v knjižnici organizirala mladinski in domoznanski oddelek, organizirana je bila tudi nabava, obdelava gradiva, prireditvene dejavnosti. V zunanjih enotah Kosovelove knjižnice Sežana se je razvila tudi bralna kultura, kar je zelo pomembno za ta del Krasa. Gospa Čehovin je znana tudi po organiziranju srečanj, predvsem raznih kulturnih večerov, katere je vedno vodila sama, vedno pa je gostila pomembne osebnosti, umetnike in kulturnike.

## Nagrade, priznanja
Za svoje delo v knjižnici in za novosti, ki jih je bila vnesla v slovensko knjižničarstvo je leta 1975 dobila zasluženo najvišje strokovno priznanje – Čopovo diplomo. 

## Objave, pomembna dela
Napisala je veliko člankov za razne revije, v že prej omenjeni reviji Knjižnica je napisala dva članka povezana s Kosovelovo knjižnico v Sežani. Napisala je kar 77 člankov, v katerih piše predvsem o Srečku Kosovelu in o Avgustu Černigoju, o Kosovelovi knjižnici, o gostih, ki jih je gostila v knjižnici in o drugih stvareh, ki se nanašajo na knjižničarstvo. Napisala je tudi referat Černigoj in družina Kosovel.

## Dogodki v spomin na osebo
Gospa Čehovin je bila pobudnica ustanovitve Galerije Avgusta Černigoja v Lipici. Gospa že veliko let zbira dokumentacijo o galeriji, s pomočjo občine Sežana pa je zanjo tudi vrsto let skrbela.